# Kompanijivský rajón
Kompanijivský rajón (ukrajinsky Компаніївський район) byl rajón v Kirovohradské oblasti na Ukrajině. Hlavním městem byla Kompanijivka a rajón měl přibližně 15 tisíc obyvatel. 

## Sídla v rajónu
- Kompanijivka